# Campionati del mondo di atletica leggera indoor 2022 - 400 metri piani femminili
La gara dei 400 metri piani femminili dei campionati del mondo di atletica leggera indoor 2022 si è svolta il 18 e il 19 marzo.

## Podio
| Pos.    | Atleta                  | Nazionalità | Tempo |
| ------- | ----------------------- | ----------- | ----- |
| Oro     | Shaunae Miller-Uibo     | Bahamas     | 50"31 |
| Argento | Femke Bol               | Paesi Bassi | 50"57 |
| Bronzo  | Stephenie Ann McPherson | Giamaica    | 50"79 |

## Situazione pre-gara

### Record
Prima di questa competizione, il record del mondo indoor e il record dei campionati erano i seguenti.
| Record                | Prestazione | Atleta                               | Data e luogo                | Competizione                     |
| --------------------- | ----------- | ------------------------------------ | --------------------------- | -------------------------------- |
| Record mondiale       | 49"59       | Jarmila Kratochvílová Cecoslovacchia | 7 marzo 1982 Milano, Italia |                                  |
| Record dei campionati | 50"04       | Olesya Krasnomovets-Forsheva Russia  | 12 marzo 2006 Mosca, Russia | Campionati del mondo indoor 2006 |

### Campioni in carica
I campioni in carica a livello mondiale erano:
| Campione        | Atleta                      | Prestazione | Data e luogo                         | Competizione                     |
| --------------- | --------------------------- | ----------- | ------------------------------------ | -------------------------------- |
| Olimpico        | Shaunae Miller-Uibo Bahamas | 48"36       | 6 agosto 2021 Tokyo, Giappone        | Giochi della XXXII Olimpiade     |
| Mondiale indoor | Courtney Okolo Stati Uniti  | 50"55       | 3 marzo 2018 Birmingham, Regno Unito | Campionati del mondo indoor 2018 |

### La stagione
Prima di questa gara, le atlete con le migliori tre prestazioni dell'anno erano:
| Pos. | Atleta                                    | Prestazione | Data e luogo                                  |
| ---- | ----------------------------------------- | ----------- | --------------------------------------------- |
| 1    | Femke Bol Paesi Bassi                     | 50"30       | 27 febbraio 2022 Apeldoorn, Paesi Bassi       |
| 2    | Polina Miller Atleti Neutrali Autorizzati | 50"71       | 16 febbraio 2022 San Pietroburgo, Russia      |
| 3    | Alexis Holmes Stati Uniti                 | 50"77       | 26 febbraio 2022 College Station, Stati Uniti |

## Risultati

### Batterie di qualificazione
Le batterie di qualificazione si sono tenute il 18 marzo a partire dalle ore 11:41.
Passano alle semifinali le prime due atlete di ogni batteria (Q) e le successive due atlete più veloci (q).

#### Batteria 1
| Pos | Corsia | Atleta            | Nazionalità | Tempo        | Note                                     |
| --- | ------ | ----------------- | ----------- | ------------ | ---------------------------------------- |
| 1   | 6      | Phil Healy        | Irlanda     | 51"75        | Q                                        |
| 2   | 5      | Lieke Klaver      | Paesi Bassi | 51"96        | Q                                        |
| 3   | 4      | Sada Williams     | Barbados    | 52"65        |                                          |
| 4   | 3      | Roneisha McGregor | Giamaica    | 52"89        |                                          |
| 5   | 1      | Cátia Azevedo     | Portogallo  | 53"01        |                                          |
| 6   | 2      | Gunta Vaičule     | Lettonia    | 53"05 (.041) | Miglior prestazione personale stagionale |

#### Batteria 2
| Pos | Corsia | Atleta             | Nazionalità   | Tempo        | Note |
| --- | ------ | ------------------ | ------------- | ------------ | ---- |
| 1   | 5      | Femke Bol          | Paesi Bassi   | 51"48        | Q    |
| 2   | 6      | Ama Pipi           | Gran Bretagna | 52"53        | Q    |
| 3   | 3      | Jessica Beard      | Stati Uniti   | 52"72        |      |
| 4   | 4      | Tereza Petržilková | Rep. Ceca     | 53"05 (.050) |      |
| 5   | 2      | Micha Powell       | Canada        | 54"65        |      |

#### Batteria 3
| Pos | Corsia | Atleta                 | Nazionalità   | Tempo | Note |
| --- | ------ | ---------------------- | ------------- | ----- | ---- |
| 1   | 6      | Justyna Święty-Ersetic | Polonia       | 52"37 | Q    |
| 2   | 4      | Jessie Knight          | Gran Bretagna | 52"93 | Q    |
| 3   | 5      | Lada Vondrová          | Rep. Ceca     | 52"94 |      |
| 4   | 3      | Sophie Becker          | Irlanda       | 53"47 |      |
| 5   | 2      | Megan Moss             | Bahamas       | 54"03 |      |

#### Batteria 4
| Pos | Corsia | Atleta            | Nazionalità | Tempo | Note                                     |
| --- | ------ | ----------------- | ----------- | ----- | ---------------------------------------- |
| 1   | 5      | Natalia Kaczmarek | Polonia     | 52"22 | Q                                        |
| 2   | 4      | Aliyah Abrams     | Guyana      | 52"34 | Q                                        |
| 3   | 3      | Camille Laus      | Belgio      | 52"51 | Miglior prestazione personale stagionale |
| 4   | 6      | Lynna Irby        | Stati Uniti | 52"78 |                                          |
| 5   | 1      | Sara Gallego      | Spagna      | 53"13 |                                          |
| 6   | 2      | Irini Vasiliou    | Grecia      | 53"62 | Miglior prestazione personale stagionale |

#### Batteria 5
| Pos | Corsia | Atleta                    | Nazionalità    | Tempo | Note |
| --- | ------ | ------------------------- | -------------- | ----- | ---- |
| 1   | 2      | Shaunae Miller-Uibo       | Bahamas        | 51"74 | Q    |
| 2   | 5      | Stephenie Ann McPherson   | Giamaica       | 51"86 | Q    |
| 3   | 6      | Modesta Justė Morauskaitė | Lituania       | 52"11 | q    |
| 4   | 4      | Roxana Gómez              | Cuba           | 52"25 | q    |
| 5   | 3      | Maja Ćirić                | Serbia         | 53"36 |      |
| 6   | 1      | Yanique Haye-Smith        | Turks e Caicos | 56"20 |      |

### Semifinali
Le semifinali si sono tenute il 18 marzo a partire dalle ore 18:35.
Passano alla finale le prime tre atleti di ogni batteria (Q).

#### Semifinale 1
| Pos | Corsia | Atleta                  | Nazionalità   | Tempo | Note |
| --- | ------ | ----------------------- | ------------- | ----- | ---- |
| 1   | 4      | Stephenie Ann McPherson | Giamaica      | 51"26 | Q    |
| 2   | 5      | Femke Bol               | Paesi Bassi   | 51"28 | Q    |
| 3   | 3      | Aliyah Abrams           | Guyana        | 51"57 | Q    |
| 4   | 6      | Natalia Kaczmarek       | Polonia       | 51"87 |      |
| 5   | 2      | Roxana Gómez            | Cuba          | 52"28 |      |
| 6   | 1      | Ama Pipi                | Gran Bretagna | 52"95 |      |

#### Semifinale 2
| Pos | Corsia | Atleta                    | Nazionalità   | Tempo | Note                                     |
| --- | ------ | ------------------------- | ------------- | ----- | ---------------------------------------- |
| 1   | 5      | Shaunae Miller-Uibo       | Bahamas       | 51"38 | Q                                        |
| 2   | 3      | Justyna Święty-Ersetic    | Polonia       | 51"67 | Q                                        |
| 3   | 4      | Lieke Klaver              | Paesi Bassi   | 51"81 | Q                                        |
| 4   | 1      | Jessie Knight             | Gran Bretagna | 51"93 | Miglior prestazione personale stagionale |
| 5   | 2      | Modesta Justė Morauskaitė | Lituania      | 52"00 |                                          |
| 6   | 6      | Phil Healy                | Irlanda       | 52"40 |                                          |

### Finale
La finale si è tenuta il 19 marzo alle ore 19:57.
| Pos | Corsia | Atleta                  | Nazionalità | Tempo | Note                                     |
| --- | ------ | ----------------------- | ----------- | ----- | ---------------------------------------- |
|     | 6      | Shaunae Miller-Uibo     | Bahamas     | 50"31 | Miglior prestazione personale stagionale |
|     | 4      | Femke Bol               | Paesi Bassi | 50"57 |                                          |
|     | 5      | Stephenie Ann McPherson | Giamaica    | 50"79 | Record nazionale                         |
| 4   | 3      | Justyna Święty-Ersetic  | Polonia     | 51"40 |                                          |
| 5   | 2      | Aliyah Abrams           | Guyana      | 52"34 |                                          |
| 6   | 1      | Lieke Klaver            | Paesi Bassi | 52"67 |                                          |